# البطولة العربية للسباحة 2014
البطولة العربية للسباحة بدأت البطولة من 4 سبتمبر 2014 إلى 7 سبتمبر 2014.

## النتائج

### الرجال
- الحدث 1 رجال فتح 50 متر حرة

نهائيات
1 محمد أحمد، شهاب 26 مصر
2 سحنون، أسامة 22 الجزائر
3 ـ مدوح ـ محمد 27 ـ الكويت
- الحدث 3 رجال فتح 200 متر ظهر

نهائيات
1 إسماعيل محمد يوسف، احمد 18 مصر
2 لاهريشي، ادريس 16 المغرب
3- بيغريش، محمد أنيس 23 الجزائر
- الحدث 5 رجال فتح 200 LC متر فراشة

نهائيات
1 حمدي سالم أحمد 21 مصر
2- باتاهي نعمان 20- المغرب
3 أحمد محمد خالد 17 مصر
- الحدث 7 رجال المفتوحة 1500 متر حرة

1 أحمد علي مرسي، مروان 19 مصر
2 تاشوار، عماد الدين 20 الجزائر
3- بعقلة، خضر 15 الأردن
- الحدث 10 الرجال المفتوحة 400 LC متر حرة

نهائيات
1 أحمد علي مرسي، مروان 19 مصر
2 أحمد محمد خالد، أم 17 مصر
3 صابر سعيد 19 المغرب
- الحدث 12 رجال فتح 200 متر

نهائيات
1 سامي محمد، سامي 17 مصر
2- النفي، عبد الغني 21 الجزائر
3- حمدى سالم، احمد 21 مصر
- الحدث 14 رجال فتح 50 متر ظهر

نهائيات
1- جندوسي، رياض 26، الجزائر
2 سامي محمد، سامي 17 مصر
3 خميس، يعقوب يوسف 18، الإمارات العربية المتحدة
- الحدث 16 رجال فتح 100 LC متر فراشة

نهائيات
1 أحمد محمد عيسى، مصر 17 مصر
2 سحنون، أسامة 22 الجزائر
3 أحمد محمد خالد، أم 17 مصر
- حدث 18 رجل مفتوح 100 LC متر صدر

نهائيات
1 محمد كمال الدين، أحمد 27 مصر
2 البدر، أحمد فهد 21 الكويت
3 مبارك، محمد سالم 26 الإمارات العربية المتحدة
- الحدث 21 رجال فتح 50 LC متر فراشة

نهائيات
1 أحمد محمد عيسى، مصر 17 مصر
2 محمد أحمد، شهاب 26 مصر
3 بومالي، جوجرتا 23 الجزائر
- الحدث 23 رجال فتح 400 متر LC متر

نهائيات
1- حمدي سالم، احمد 21 مصر
2 صابر سعيد 19 المغرب
3- النفسي، وليس عبد الغني 21 الجزائر
- حدث 25 رجل مفتوح 50 متر صدر

نهائيات
1 محمد طارق عبد، إيهاب 20 مصر
2 محمد كمال الدين، أحمد 27 مصر
3 مبارك، محمد سالم 26 الإمارات العربية المتحدة
حدث 27 رجل مفتوح 200 متر حرة
نهائيات
1 أحمد علي مرسي، مروان 19 مصر
2 أحمد محمد خالد، أم 17 مصر
3- بعقلة، خضر 15 الأردن
- حدث 29 400 متر
- مصر

1) سامي محمد سامي
2) محمد كمال الدين
3) أحمد محمد عيسى
4) محمد أحمد
- الجزائر

1) دندوسي، رياض 26
2) بغريش، محمد أنيس 2
3) بومالي، جوجرتا 23
4) بلخوجة، ناظم 24
- الكويت

1) مندري، سلمان جابر 16
2) البدر، أحمد فهد 21
3) محمد، أحمد حسين 20
4) مدوح، محمد 27
- حدث 31 رجلاً 800 متر حرة في التتابع الحر
- مصر

1) حمدي سالم، أحمد 21
2) أحمد محمد خالد، 
3) إسماعيل محمد يوسف، أحمد
4) أحمد علي مرسي، مروان
- الكويت

1) الطيار، سعود عبد العظيم
2) البدر، عبد الله 23
3) مدوح، محمد 27
4) البدر، أحمد فهد 21
- الجزائر

1) دندوسي، باديس 26
2) النفسي، ليز عبد الغني 21
3) القدش، المسامير 20
4) سحنون، أسامة 22
- الحدث 33 الرجال فتح 100 LC متر حرة

1 سحنون، أسامة 22 الجزائر
2 سامي محمد، سامي 17 مصر
3 بلخوجة، ناظم 24 الجزائر
- حدث 35 رجل مفتوح 200 LC متر صدر

نهائيات
1 البدر، أحمد فهد 21 الكويت
2- محمد كمال الدين احمد 27 مصر
3 محمد طارق عبد، إيهاب 20 مصر
- حدث 37 رجلاً 100 متر ظهر

نهائيات
1 سامي محمد، سامي 17 مصر
2- بيغريش، محمد أنيس 23 الجزائر
3 لاهريشي، إدريس 16 المغرب
- حدث 39 الرجال فتح 800 LC متر حرة

1 أحمد علي مرسي، مروان 19 مصر
2 تاشوار، عماد الدين 20 الجزائر
3 صابر سعيد 19 المغرب
حدث 41 رجلاً يفتح 400 LC متر حرة في التتابع
- الجزائر

1) دندوسي، باديس 26 2) بومالي، جوجرتا 23 3) سحنون، أسامة 22 4) بلخوجة، ناظم 24
- مصر

1) أحمد محمد خالد، أوما 2) أحمد محمد عيسى، عمر 3) سامي محمد، سامي 174)
محمد احمد وشهاب 26
- الكويت

1) الطيار، سعود عبد العزيز 2) محمد، أحمد حسين 20 3) مدوح، محمد 27 4) البدر، عبد الله 23

### النساء
- الحدث 2 المرأة المفتوحة 50 LC متر حرة

نهائيات
1 عاطف عبد الفتاح، ماي 22 مصر
2 ـ البقلة ـ تاليتا 18 ـ الأردن
3 طارق أحمد، سميحة 15 مصر
- الحدث 4 نساء فتح 200 LC متر ظهر

نهائيات
1 محمد هاني مورو، هنية 17 مصر
2- بادا، مريم 20- المغرب
3- ادري حساني، نور 16 المغرب
- الحدث 6 نساء فتح 200 LC متر فراشة

نهائيات
1 الحاج عبد الرحمن، سارة 24 الجزائر
2 هشام محمد، الرويضة 19 مصر
3- النفي وحميدة رانيا 16 الجزائر
- 'حدث 8 نساء فتح 1500 LC متر حرة'

1 محمد أحمد، رؤية 16 مصر 17: 39.10 17: 17.27 803
2- شرواتي، سعاد نفيسة 25 الجزائر 17: 36.00 17: 17.38 803
3- شاكري ريم 16 المغرب 19: 23.95 18: 55.64 612
- حدث 11 نساء فتح 400 LC متر حرة

نهائيات
1 محمد أحمد، رؤية 16 مصر
2- محمد هاني مورو، هانية 17 مصر
3- شرواتي، سعاد نفيسة 25 الجزائر
- حدث 13 سيدات فتح 200 متر LC Meter

نهائيات
1- النفي وحميدة رانيا 16 الجزائر 2: 22.54 2: 25.38 739
2- مصلح- ليديا 17- الأردن 2: 26.83 2: 26.66 720
3- خيرة، ايناس 16 المغرب 2: 29.39 2: 27.89 702
- حدث 15 سيدات يفتحن 50 مترًا في الظهر

نهائيات
1 طارق أحمد، سميحة 15 مصر 30.58 30.43 822
2 مليح، عامل 20 الجزائر 30.20 30.84 789
3 - بعقلة، تاليتا 18 الأردن 31.81 32.00 706
- حدث 17 امرأة فتح 100 LC متر فراشة

نهائيات
1 هشام محمد، الرويضة 19 مصر 1: 03.61 1: 02.88 771
2 الحاج عبد الرحمن، سارة 24 الجزائر 1: 01.00 1: 03.52 748
3 مصلح، ليديا 17 الأردن 1: 05.09 1: 06.43 654
- حدث 19 امرأة تفتح 100 متر LC متر صدر

نهائيات
1 عاطف عبد الفتاح، ماي 22 مصر 1: 10.83 1: 10.59 856
2 - كوزا، أميرة راجة 25 الجزائر 1: 12.00 1: 12.69 784
3 ماهر سعد، نرمين 17 مصر 1: 11.00 1: 13.28 765
- حدث 22 امرأة تفتح 50 LC Meter فراشة

نهائيات
1 البقلة، تاليتا 18 الأردن 28.17 28.30 796
2 عاطف عبد الفتاح، مي 22 مصر 28.28 28.59 772
3 الحاج عبد الرحمن، سارة 24 الجزائر 28.00 29.20 725
- حدث 24 امرأة تفتح 400 متر

نهائيات
1 الشرواتي، سعاد نفيسة 25 الجزائر 5: 10.00 4: 57.51 797
2 هشام محمد، الرويضة 19 مصر 4: 58.70 4: 58.84 786
3 محمد أحمد، رؤية 16 مصر 5: 05.00 5: 04.48 743
- حدث 28 امرأة تفتح 200 متر حرة حرة

1 محمد هاني مورو، هنية 17 مصر 2: 04.59 2: 04.59 835
2 مصلح وليديا 17 الأردن 2: 07.50 2: 07.50 779
3- خيرة، ايناس 16- المغرب 2: 12.88 2: 12.88 688
حدث 30 امرأة تفتح 400 متر
- 1 مصر أ 4: 18.11 4: 22.05 787

1) طارق أحمد، سميحة 15 2) عاطف عبد الفتاح، ماي 22 3) هشام محمد، رويدا 1 4) محمد هاني مورو، هنية
- 2 الجزائر (أ) 4: 17.23 4: 22.57 783

1) مليح، عامل 20 2) كوزا، أميرة راجة 25 3) الحاج عبد الرحمن، سارة 2 4) الشرواتي، سعاد نفيسة 25
- 3 المغرب A NT 4: 39.30 650

1) دريسي حساني، نور 16 2) مانا، نورة 16 3) البنار، مروة 19 4) راجي، بوطينة 21
- حدث 32 امرأة تفتح 800 LC Meter Freestyle Relay
- مصر

1) محمد أحمد، رؤيا 16 2) طارق أحمد، سميحة 15 3) محمد هاني مورو، هنية 4) ماهر سعد، نرمين 17
- الجزائر

1) الحاج عبد الرحمن، سارة 2 2) مليح، عامل 20 3) النفسي، حميدة رانيا 16 4) الشرواتي، سعاد نفيسة 25
- المغرب

1) بوكيلي، سارة 18 2) بادا، مريم 20 3) البنار، مروة 19 4) خيرة، ايناس 16
- حدث 34 نساء فتح 100 LC متر حرة

نهائيات
1 بعقلة، تاليتا 18 الأردن 59.00 57.67 821
2 محمد هاني مورو، هنية 17 مصر 58.86 58.30 795
3 مصلح، ليديا 17 الأردن 59.39 1: 00.56 709
- حدث 36 امرأة تفتح 200 LC متر صدر

نهائيات
1 ماهر سعد، نرمين 17 مصر 2: 36.00 2: 35.87 786
2 هشام محمد، الرويضة 19 مصر 2: 35.28 2: 35.97 785
3- كوزا، أميرة راجة 25 الجزائر 2: 42.00 2: 37.99 755
- حدث 38 امرأة تفتح 100 فراشة

نهائيات
1 طارق أحمد، سميحة 15 مصر 1: 06.23 1: 05.62 776
2 مليح، عامل 20 الجزائر 1: 06.00 1: 06.28 753
- 3 محمد نبيل، فرح 15 مصر 1: 10.00 1: 10.33 630
- حدث 40 سيدات فتح 800 متر حرة

1 محمد أحمد، رؤية 16 مصر 9: 02.00 9: 04.75 782
2- شرواتي، سعاد نفيسة 25 الجزائر 9: 15.00 9: 07.15 772
3 محمد حسن، سارة 13 مصر 9: 45.00 9: 51.23 612
حدث "42" نساء 400 متر حر
- 1 مصر أ 3: 51.01 3: 55.47 801

1) طارق أحمد، سميحة 15 2) محمد أحمد، رؤيا 16 3) محمد هاني مورو، هنية 4) عاطف عبد الفتاح، ماي 22
- 2 الجزائر ا 3: 58.13 3: 58.70 769

1) الحاج عبد الرحمن، سارة 2 2) مليح، عامل 20 3) كوزا، أميرة راجة 25 4) شرواتي، سعاد نفيسة 25
- 3 المغرب A NT 4: 04.53 715

1) بوكيلي، سارة 18 2) البنار، مروة 19 3) خيارة، إيناس 16 4) راجي، بوطينة 21

## وصلات خارجية
صفحة المشتركين